# Suduaya
Suduaya ist ein französischer Gitarrist, Komponist und DJ, der Goa-Trance-Musik, Progressive Psytrance sowie Ambient produziert. Sein bürgerlicher Name ist Louis-David Roquefere. Weltweite Bekanntheit verschaffte er sich vor allem durch das Onlinestellen seiner Alben auf Soundcloud und YouTube. 
Im Jahr 2011 produzierte er den ersten Soundtrack für die Klopfgeister’s compilation mit dem Titel Stand up against gravity. Sein erstes Album Dreaming Sun (Altar Records) erschien im September 2011.